# 馬尼托 (伊利諾伊州)
馬尼托（英語：Manito）是位於美國伊利諾伊州梅森縣的一個村落。

## 地理
馬尼托的座標為40°25′22″N 89°46′48″W / 40.42278°N 89.78000°W，而該地最高點為海拔高度149米（即489英尺）。

## 人口
根據2010年美國人口普查的數據，馬尼托的面積為3.73平方千米，當中陸地面積為3.73平方千米，而水域面積為0.00平方千米。當地共有人口1642人，而人口密度為每平方千米440人。